# 香港エクスプレス
『香港エクスプレス』（ホンコン エクスプレス、原題：홍콩 익스프레스）は、SBSで2005年2月16日から4月7日まで放送された韓国の連続テレビドラマ。全16話。原作者は崔仁浩（チェ・イノ）で、キム・ソンヒが脚本を書き、チョ・ナムグクが演出した。
日本ではKNTVで2005年9月3日から放送された。ドラマ全編の動画がSBSの公式ウェブサイトで無料で公開されている。

## 登場人物

### 主要人物
カン・ミンス
演 - チョ・ジェヒョン
野望を抱く無職の男。孤児院で育った。
ハン・ジョンヨン
演 - ソン・ユナ
ゲーム会社の有能な経営者。
チェ・ガンヒョク
演 - チャ・インピョ
大企業の役員。ジョンヨンの恋人。
チェ・マリ
演 - キム・ヒョジン
ガンヒョクの異母妹。

### その他の人物
チェ・ジェソプ
演 - パク・クンヒョン
チェ兄妹の父。企業の会長。
シン女史
演 - パク・ジョンス
チェ・ジェソプの妻。チェ・マリの母。
キム秘書
演 - チョ・ソンギ
チェ会長の秘書。
チョン・ウナ
演 - チョン・エヨン
チェ・ガンヒョクの恋人。
ソン・ドゥレ
演 - オ・サンム
ミンスと共に孤児院で育った。ミンスの弟分。
チョ・ボンスン
演 - イ・ヨンウン
ミンスやドゥレと同じ孤児院で育った。
ミン女史
演 - キム・ヘオク
死んだ娘の代わりにジョンヨンを養女として育てた。
ハン教授
演 - キム・ソンギョム
ミン女史の夫。大学総長。
ホン・ユシン
演 - ユン・ヒョンスク
アートディレクター。ジョンヨンの親友で、共に働く。
チュヨン
演 - シン・ドンウク
チェ・マリの小学校の同級生。マリに片思いしている。